# 国道406号

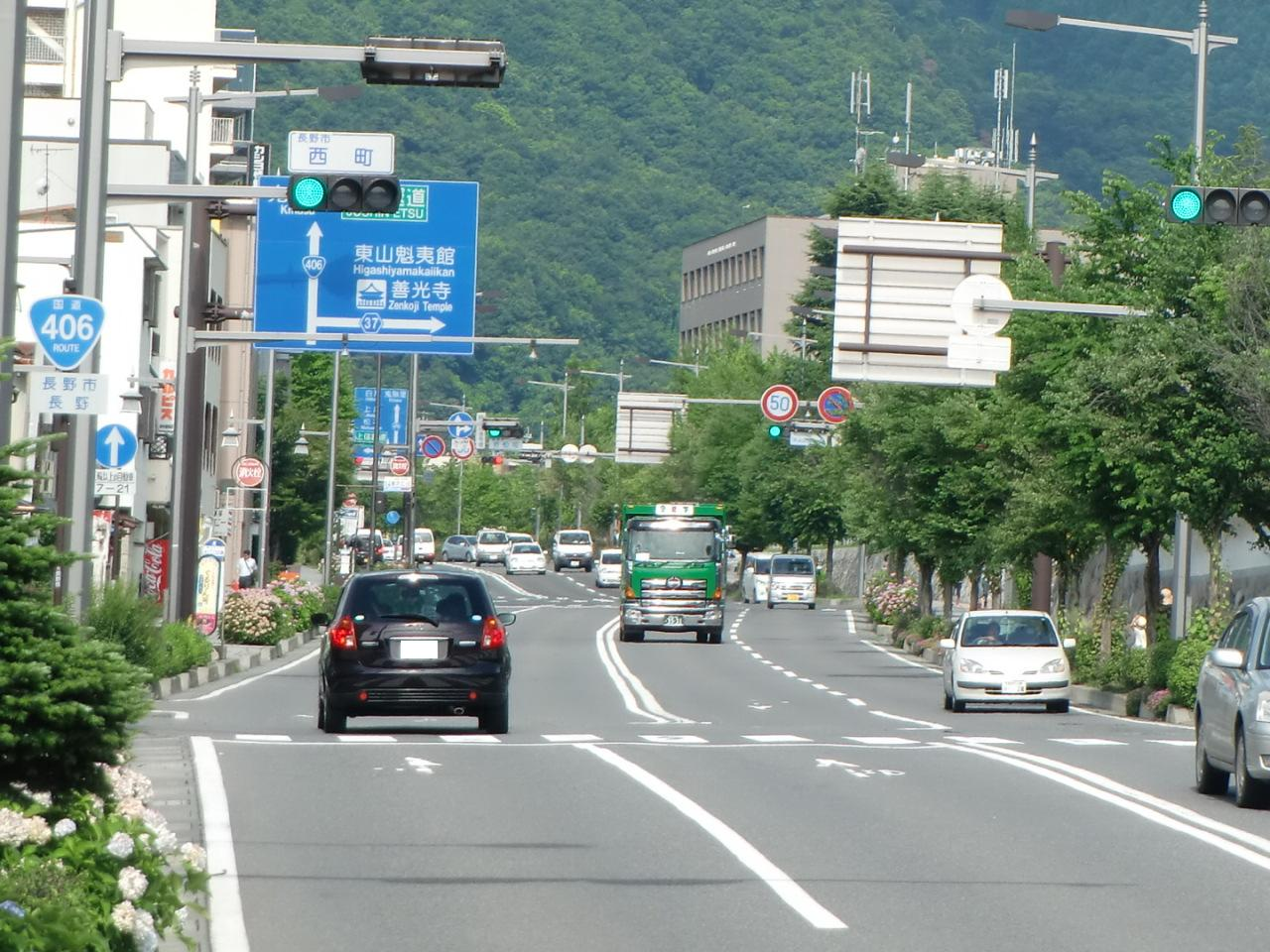
長野県長野市西町
（2010年7月）

国道406号（こくどう406ごう）は、長野県大町市から群馬県高崎市に至る一般国道である。

## 概要
本国道は、長野県大町市から長野市や菅平高原、群馬県吾妻郡長野原町を経由しながら道路が走り、群馬県高崎市の国道18号交点までを結ぶ路線である。

### 路線データ
一般国道の路線を指定する政令に基づく起終点および重要な経過地は次のとおり。
- 起点：大町市（大黒町交差点 = 国道147号・国道148号起点、長野県道31号長野大町線・長野県道326号槍ヶ岳線・長野県道474号信濃大町停車場線終点）
- 終点：高崎市（下豊岡町字十二社43番の3地先[2]、君が代橋東交差点 = 国道18号・群馬県道26号高崎安中渋川線交点）
- 重要な経過地：長野県北安曇郡白馬村、長野市、須坂市、小県郡真田町[注釈 2]、群馬県吾妻郡長野原町
- 総延長 : 195.8 km（群馬県 83.4 km、長野県 112.4 km）重用延長を含む[3][注釈 3]
- 重用延長 : 59.4 km（群馬県 26.7 km、長野県 32.7 km）[3][注釈 3]
- 未供用延長 : なし[3][注釈 3]
- 実延長 : 136.4 km（群馬県 56.7 km、長野県 79.7 km）[3][注釈 3]
  - 現道 : 134.9 km（群馬県 56.1 km、長野県 78.8 km）[3][注釈 3]
  - 旧道 : 1.5 km（群馬県 0.6 km、長野県 0.9 km）[3][注釈 3]
  - 新道 : なし[3][注釈 3]
- 指定区間：国道18号と重複する区間（長野県長野市・東和田交差点 - 柳原北交差点）[4]

## 歴史
- 1982年（昭和57年）4月1日 - 一般国道406号（大町市 - 高崎市）指定[2]。

## 路線状況
大町市 - 菅平口交差点
起点の大町市・大黒町交差点から国道148号と重複しながら24 kmほど北進し、白馬村北城で国道148号と別れるかたちとなる。ここからは単独区間となり方向を変えて東進、小川村を経由して長野市へと至る。同市東和田からは国道18号と国道117号の2路線と重複しながらさらに東進する。同市柳原で再び単独区間となってからもさらに東進し、須坂市須坂の上中町交差点で方向を変えて南進、上田市の菅平高原を経由して同市真田町長の菅平口交差点へと至る。
なお、長野市 - 白馬間のアクセスは当国道の南側を並走するオリンピック道路（長野県道31号長野大町線・長野県道33号白馬美麻線）の方が規格が高く、無難である。
菅平口交差点 - 高崎市
菅平口交差点からは方向を変えて東進、ここから長野原町・羽根尾交差点までは国道144号と重複、羽根尾交差点から同町・大津交差点までは国道145号と重複し、上田市から長野原町まで35 kmほどの重複区間が続く。大津交差点からは単独区間となり方向を変えて南東方向へと進み、須賀尾峠や東吾妻町を経由しながら終点の高崎市・君が代橋西交差点へと至る。終点の高崎市・君が代橋西交差点から国道18号沿いに350 mほど東進すると、国道17号の交点かつ国道18号・国道354号の起点である君が代橋東交差点に至る。
なお、須賀尾峠付近は狭隘区間が多く、当国道の東側を並走する群馬県道377号川原畑大戸線の方が無難である。

### 通称
- 千国街道（糸魚川街道）（起点 - 白馬村北城）
- 鬼無里街道（白馬村 - 長野市）
- 柳町通り（長野市鶴賀・田町西交差点 - 大字三輪荒屋/柳町/三輪1丁目・柳町交番前交差点）
- 平林街道（長野市大字三輪荒屋/柳町/三輪1丁目・柳町交番前交差点 - 東和田・東和田交差点）
- 大笹街道（長野市 - 嬬恋村大笹）
- 中央通り（須坂市）
- 本町通り（須坂市）
- 上町通り（須坂市）
- 長野街道（上田市真田町長・菅平口交差点 - 長野原町林・弁天橋北詰）
- 日本ロマンチック街道（長野原町羽根尾・羽根尾交差点 - 林・弁天橋北詰）
- 草津街道（長野原町林・弁天橋北詰 - 高崎市）
- くだもの街道（高崎市）

### バイパス
- 大町バイパス（大町市大町・一中東交差点 - 平/大町・南借馬交差点）
- （嶺方拡幅）（白馬村、L=1.2 km）
  - ※2012年9月完成。
- 西組バイパス（長野市戸隠祖山 - 戸隠栃原、L=1.2 km）
  - ※2018年12月15日開通[5]
- 百瀬茂菅バイパス（長野市小鍋 - 西長野、L=4.2 km）
  - ※長野市西部の線形不良・狭隘区間をトンネル・橋梁等の新設によって解消。2009年4月26日開通。
- 長野バイパス（長野市東和田・東和田交差点 - 柳原・柳原北交差点）
- （塩川町拡幅）（須坂市、L=0.2 km）
- （南横町拡幅）（須坂市、L=0.4 km）
- 仙仁バイパス（須坂市仁礼）
  - ※仙仁地域の線形不良区間を仙仁バイパス橋などによって解消。2004年12月27日開通。
- （横壁拡幅）（長野原町横壁）
- （倉渕温泉工区道路線形改良）（高崎市倉渕町権田、L=1.1 km）

### 重複区間
- 国道147号（長野県大町市・大黒町交差点（起点） - 大町市大町・一中東交差点）
- 国道148号（長野県大町市・大黒町交差点（起点） - 白馬村北城）
- 国道18号、国道117号（長野市東和田・東和田交差点 - 柳原・柳原北交差点）
- 国道144号（長野県上田市真田町長・菅平口交差点 - 群馬県長野原町羽根尾・羽根尾交差点）
- 国道145号（群馬県長野原町羽根尾・羽根尾交差点 - 長野原町大津・大津交差点）
- 国道145号（群馬県長野原町長野原・久々戸交差点 - 群馬県長野原町横壁）

### 道路施設

#### トンネル
- 長野県
  - 木崎湖トンネル（大町市平）937 m
  - 青木湖1号トンネル（大町市平）196 m
  - 青木湖2号トンネル（大町市平）269 m
  - 青木湖3号トンネル（大町市平）50 m
  - 青木湖4号トンネル（大町市平）50 m
  - 新佐野坂トンネル（大町市平 - 平/白馬村神城）369 m
  - 白沢洞門（白馬村神城）78 m
  - 藤口隧道（小川村瀬戸川）56 m
  - 銚子口トンネル（長野市鬼無里）745 m
  - 瀬戸トンネル（長野市鬼無里 - 戸隠栃原）645 m
  - 中峰隧道（長野市戸隠栃原）200 m
  - 祖山トンネル（長野市戸隠祖山）512 m
  - 志垣トンネル（長野市戸隠栃原）330 m
  - 川下隧道（長野市戸隠豊岡）185 m
  - 裾花隧道（裾花トンネル）（長野市入山）470 m
  - 城岩トンネル（長野市入山）134 m
  - 七階沢トンネル（長野市小鍋）24 m
  - 小鍋2号トンネル（長野市小鍋）24 m
  - 小鍋1号トンネル（長野市小鍋）350 m
  - 松島トンネル（長野市小鍋）590 m
  - 頼朝山トンネル（長野市茂菅）572.46m
- 群馬県
  - 湯殿山トンネル（高崎市上室田町）216 m

#### 道の駅
- 長野県
  - 白馬（北安曇郡白馬村神城）
- 群馬県
  - くらぶち小栗の里（高崎市倉渕町三ノ倉）

## 地理

### 通過する自治体
- 長野県
  - 大町市 - 北安曇郡白馬村 - 上水内郡小川村 - 長野市 - 須坂市 - 上田市
- 群馬県
  - 吾妻郡嬬恋村 - 吾妻郡長野原町 - 吾妻郡東吾妻町 - 高崎市

### 交差する道路
- 長野県
  - 大町市
    - 国道147号、長野県道326号槍ヶ岳線（大町・一中東交差点）※両路線とも起点からここまで重複
    - 長野県道45号扇沢大町線（大町・俵町一丁目交差点）
    - 長野県道31号長野大町線（平/大町・南借馬交差点）
    - 長野県道325号白馬岳大町線（平）
    - 長野県道393号小島信濃木崎停車場線（平）※ここから重複
    - 長野県道393号小島信濃木崎停車場線（平・稲尾駅前交差点）※ここまで重複
    - 長野県道324号青具簗場停車場線（平）※跨道橋により県道324号をまたぐ、側道により県道324号と接続する

  - 白馬村
    - 長野県道33号白馬美麻線（神城）※県道33号の跨道橋下を通過する
    - 長野県道33号白馬美麻線（神城）
    - 長野県道322号白馬岳線（北城・白馬駅前交差点）
    - 国道148号（北城）※起点からここまで重複

  - 長野市

    - 長野県道36号信濃信州新線（鬼無里）※ここから重複
    - 長野県道36号信濃信州新線（鬼無里・鬼無里交差点）※ここまで重複
    - 長野県道404号栃原北郷信濃線（戸隠栃原）
    - 長野県道86号戸隠篠ノ井線（戸隠祖山）※ここから重複
    - 長野県道86号戸隠篠ノ井線（戸隠祖山）※ここまで重複
    - 長野県道406号入山小市線（入山）※ここから重複
    - 長野県道406号入山小市線（小鍋）※ここまで重複
    - 長野県道401号小川長野線（小鍋）※松島トンネルにより県道401号の下を通過する
    - 長野県道401号小川長野線（小鍋）
    - 長野県道76号長野戸隠線（茂菅）※頼朝山トンネルにより県道76号の下を通過する
    - 長野県道76号長野戸隠線（茂菅・頼朝山トンネル東交差点）
    - 長野県道399号長野豊野線（西長野・信大教育学部前交差点）※ここから重複
    - 長野県道37号長野信濃線、長野県道399号長野豊野線（西長野/若松町・若松町交差点）※県道399号はここまで重複
    - 長野県道60号長野荒瀬原線（平林二丁目・平林交差点）
    - 国道18号、国道117号（東和田・東和田交差点）※両路線ともここから重複
    - 長野県道375号大豆島東和田線（東和田・運動公園南入口交差点）
    - 長野県道372号三才大豆島中御所線（北尾張部・北尾張部交差点）
    - 長野県道374号北長野停車場中俣線（柳原）
    - 長野県道370号柳原停車場線（柳原・柳原駅入口交差点）
    - 国道18号、国道117号（柳原・柳原北交差点）※両路線ともここまで重複
    - 長野県道368号村山豊野停車場線（村山・村山橋西交差点）

  - 須坂市
    - 長野県道343号村山小布施停車場線、長野県道347号村山綿内停車場線（村山・村山町交差点）
    - 上信越自動車道（高梨）※ICによる直接接続はしない
    - 国道403号（須坂・横町中央交差点）
    - 長野県道54号須坂中野線（須坂・上中町交差点）
    - 長野県道346号五味池高原線（臥竜6丁目/小山・南原町東交差点）
    - 長野県道58号長野須坂インター線（仁礼・仁礼町交差点）

  - 上田市
    - 長野県道182号菅平高原線（菅平高原）
    - 長野県道34号長野菅平線（菅平高原・菅平交差点）
    - 長野県道158号傍陽菅平線（菅平高原）
    - 国道144号（真田町長・菅平口交差点）※ここから長野原町・羽根尾交差点まで重複
    - 長野県道182号菅平高原線（真田町長）
- 群馬県
  - 嬬恋村
    - 群馬県道94号東御嬬恋線（田代・田代交差点）
    - 群馬県道235号大笹北軽井沢線（大笹・大笹交差点）
    - 群馬県道112号大前須坂線（大前）
    - 群馬県道59号草津嬬恋線（鎌原・三原大橋交差点）
    - 群馬県道241号嬬恋応桑線（芦生田）

  - 長野原町
    - 国道146号（羽根尾・羽根尾交差点）
    - 国道145号（現道）、国道145号（旧道）、国道292号（草津道路）（大津・大津交差点）※国道145号は長野原町・羽根尾交差点からここまで重複
    - 国道292号（現道）（長野原町長野原）
    - 群馬県道378号長野原草津口停車場線（長野原・長野原草津口駅前交差点）
    - 国道145号（長野原町長野原・久々戸交差点）※号長野原草津口停車場線は長野原町・長野原草津口駅前交差点からここまで重複
    - 国道145号（横壁）※国道145号は長野原町・久々戸交差点からここまで重複

  - 東吾妻町
    - 群馬県道377号川原畑大戸線（大戸）
    - 群馬県道58号中之条東吾妻線（大戸・大戸交差点）

  - 高崎市
    - 群馬県道54号長野原倉渕線（倉渕町権田・権田交差点）
    - 群馬県道33号渋川松井田線（倉渕町権田）※ここから重複
    - 群馬県道33号渋川松井田線、群馬県道125号一本木平小井戸安中線（倉渕町三ノ倉・倉渕郵便局前交差点）※県道33号はここまで重複
    - 群馬県道48号下仁田安中倉渕線、群馬県道122号八本松松井田線（倉渕町三ノ倉・三ノ倉落合交差点）
    - 群馬県道29号あら町下室田線、群馬県道211号安中榛名湖線（下室田町・室田交差点）
    - 群馬県道130号落合上里見線（上里見町）
    - 群馬県道211号安中榛名湖線（上里見町・上里見交差点）
    - 群馬県道132号下里見安中線（下里見町）
    - 群馬県道137号箕郷板鼻線（下里見町・下里見交差点）
    - 群馬県道10号前橋安中富岡線、群馬県道26号高崎安中渋川線（下大島町・下大島町交差点）
    - 群馬県道139号群馬八幡停車場剣崎線（剣崎町・剣崎町交差点）
    - 群馬県道26号高崎安中渋川線（下豊岡町・下豊岡町西交差点）※ここから終点まで重複

### 交差する河川
- 長野県
  - 大町市
    - 農具川（木崎湖大橋 : 平）

  - 白馬村
    - 犬川（神城 - 白馬五竜交差点）
    - 平川（平川橋 : 神城 - 北城）
    - 大楢川（北城）
    - 姫川（北城）
    - 峯方沢川（北城、4ヶ所で交差）<(1)〜(4)橋梁名称不明>

  - 長野市
    - 天神川（鬼無里日影、18ヶ所で交差）<(1)(3)(4)(6)(7)(9)〜(12)(15)〜(18)橋梁名称不明、(2)一之坂橋、(5)宮前橋、(8)団子沢橋、(13)蔦沖橋、(14)日向橋>
    - 裾花川（両京橋 : 鬼無里日影 - 鬼無里など、3ヶ所で交差）<(1)両京橋 : 鬼無里日影 - 鬼無里、(2)児玉橋 : 鬼無里 - 鬼無里日影、(3)松島橋 : 鬼無里日影 - 鬼無里>
    - 小川（鬼無里）
    - 裾花川（新常盤橋 : 戸隠栃原 - 戸隠祖山など、6ヶ所で交差）<(1)新常盤橋 : 戸隠栃原 - 戸隠祖山、(2)戸隠橋 : 戸隠祖山 - 戸隠豊岡、(3)裾花大橋 : 入山 - 小鍋、(4)松島橋 : 小鍋 - 茂菅、(5)(6)茂菅大橋 : 茂菅 - 西長野 - 茂菅（茂菅大橋間で2回交差）>
    - 信濃川（千曲川）、百々川（村山橋 : 村山 - 須坂市村山）

  - 須坂市
    - 百々川（百々川橋 : 臥竜6丁目/小山 - 野辺）
    - 宇原川（宇原橋 : 仁礼）
    - 仙仁川（仁礼、6ヶ所で交差）<(1)仙仁大橋、(2)〜(6)橋梁名称不明>

  - 上田市
    - 神川（菅平高原など、5ヶ所で交差）<(1)(2)橋梁名称不明 : 菅平高原、(3)大洞橋 : 菅平高原、(4)菅平口橋 : 真田町長、(5)土合橋 : 真田町長>
- 群馬県
  - 嬬恋村
    - 吾妻川（田代）
    - 湯尻川（田代）
    - 吾妻川（新田代橋 : 田代 - 新田代橋交差点）
    - 大横川（大笹）
    - 吾妻川（鳴岩橋 : 大笹など、6ヶ所で交差）<(1)鳴岩橋 : 大笹、(2)嬬恋橋 : 大笹/大前 - 大前、(3)唐沢橋 : 大前/西窪 - 大前、(4)西窪、(5)栄橋 : 西窪 - 鎌原、(6)新三原大橋 : 芦生田 - 三原>
    - 今井川（今井）

  - 長野原町
    - 遅沢川（遅沢橋 : 羽根尾 - 大津）
    - 白砂川（新須川橋 : 長野原 - 新須川橋交差点）
    - 吾妻川（弁天橋 : 林 - 横壁）

  - 東吾妻町
    - 温川（須賀尾 - 本宿）
    - 見城川（大戸 - 萩生など、3ヶ所で交差）<(1)大戸 - 萩生、(2)(3)萩生>

  - 高崎市
    - 榛名川（榛名川橋 : 倉渕町三ノ倉 - 上室田町）
    - 宮戸川（中室田町 - 下室田町）
    - 烏川（森下橋 : 下室田町 - 上里見町）
    - 里見川（向井橋 : 下里見町など、3ヶ所で交差）<(1)向井橋 : 下里見町、(2)小五郎橋 : 下里見町 - 下大島町、(3)猿前橋 : 下大島町>
    - 藤川（藤川橋 : 北久保町/下豊岡町 - 下豊岡町）

### 交差する鉄道
- 長野県
  - JR東日本大糸線（木崎湖大橋 : 大町市平など、3ヶ所で交差）<(1)木崎湖大橋 : 大町市平、(2)飯森跨線橋 : 白馬村神城、(3)白馬村北城>
    - ※(1)(2)で大糸線をまたぐ、(3)は踏切による平面交差

  - 長野電鉄長野線（長野市鶴賀田町・田町西交差点）
    - ※長野線の地下鉄の上を通過する

  - JR東日本北陸新幹線、しなの鉄道北しなの線（長野市大字三輪荒屋/柳町/三輪1丁目・柳町交番前交差点 - 大字三輪荒屋）
    - ※アンダーにより北陸新幹線と北しなの線の下をくぐる
- 群馬県
  - JR東日本吾妻線（嬬恋村今井など、5ヶ所で交差）<(1)嬬恋村今井、(2)長野原町羽根尾、(3)(4)長野原町長野原、(5)長野原町横壁>
    - ※(1)(2)(4)で吾妻線の高架下を通過する、(3)(5)で吾妻線のトンネルをまたぐ

  - JR東日本北陸新幹線（高崎市中里見町）
    - ※北陸新幹線の高架下を通過する

  - JR東日本信越本線（豊岡橋 : 高崎市下豊岡町）
    - ※跨線橋により信越本線をまたぐ

### 峠
- 長野県
  - 鳥居峠（上田市真田町長/群馬県嬬恋村田代）
- 群馬県
  - 須賀尾峠（長野原町横壁/東吾妻町須賀尾）